# Leiothlypis
Leiothlypis (лат.) — род певчих птиц семейства древесницевых. Распространены в Америке.

## Таксономия и этимология
Ранее представителей рода помещали в род Vermivora. Результаты молекулярно-филогенетического исследования показали полифилитичность данного рода и несколько видов были переведены во вновь созданный род Leiothlypis.
Род был введён голландским орнитологом Джорджем Сангстером (George Sangster) в 2008 году с Leiothlypis peregrina в качестве типового вида. Название рода происходит от др.-греч. λειος — «равнина» и др.-греч. θλυπις — неизвестная маленькая птица, упомянутая Аристотелем.

## Виды
В состав рода включают шесть видов:
| Изображение | Научное название        | Русское название                  | Распространение                                                                     |
| ----------- | ----------------------- | --------------------------------- | ----------------------------------------------------------------------------------- |
|             | Leiothlypis peregrina   | Зелёный пеночковый певун          | от севера Канады и северо-востока США до Центральной Америки и севера Южной Америки |
|             | Leiothlypis celata      | Оранжевоголовый пеночковый певун  | от Аляски до Центральной Америки                                                    |
|             | Leiothlypis crissalis   | Мексиканский пеночковый певун     | Мексика и прилегающие районы юго-запада Техаса                                      |
|             | Leiothlypis luciae      | Краснопоясничный пеночковый певун | юго-запад США и северо-запад Мексики                                                |
|             | Leiothlypis ruficapilla | Красношапочный пеночковый певун   | Северная и Центральная Америка                                                      |
|             | Leiothlypis virginiae   | Пеночковый певун Виргинии         | юг Колорадо, центр Вайоминга, центральная и западная части Нью-Мексико              |